# Bastogne
Pour les articles homonymes, voir Bastogne (homonymie).
Bastogne (de même en wallon : Bastogne ; en allemand : Bastnach ; en luxembourgeois : Baaschtnech ; en néerlandais : Bastenaken) est une ville francophone de Belgique et un chef-lieu d'arrondissement situé en Région wallonne et en Ardenne belge dans la province de Luxembourg.
Connue surtout pour le siège subi par la ville durant la bataille des Ardennes en 1944, la ville conserve plusieurs monuments commémorant ces événements, dont le plus important est le mémorial du Mardasson, inauguré en 1950.
Bastogne constitue par ailleurs l'une des étapes-clefs de la « classique » Liège-Bastogne-Liège, la « doyenne » des courses cyclistes, créée en 1892, et c'est dans cette ville que fut organisé, de 1902 à 1907, le Circuit des Ardennes, la première course automobile majeure disputée sur circuit fermé.

## Toponymie
Il y a plusieurs hypothèses se rejoignant quant à l'origine et la signification de "Bastogne". Le nom du lieu est notamment pour la première fois mentionné dès 634 en tant que Bastoneco ou Bastonego. En 887 mentionné comme Bastonica. La signification serait: lieu aux (suffixe -acum) arbres (venant du bas latin bastos, bastonis qui donna en francique baston « bâton »), donc une « futaie » ou lieu aux bardeaux (germ. bast « écorce », cf franç. « bâtir »).

## Géographie

### Situation

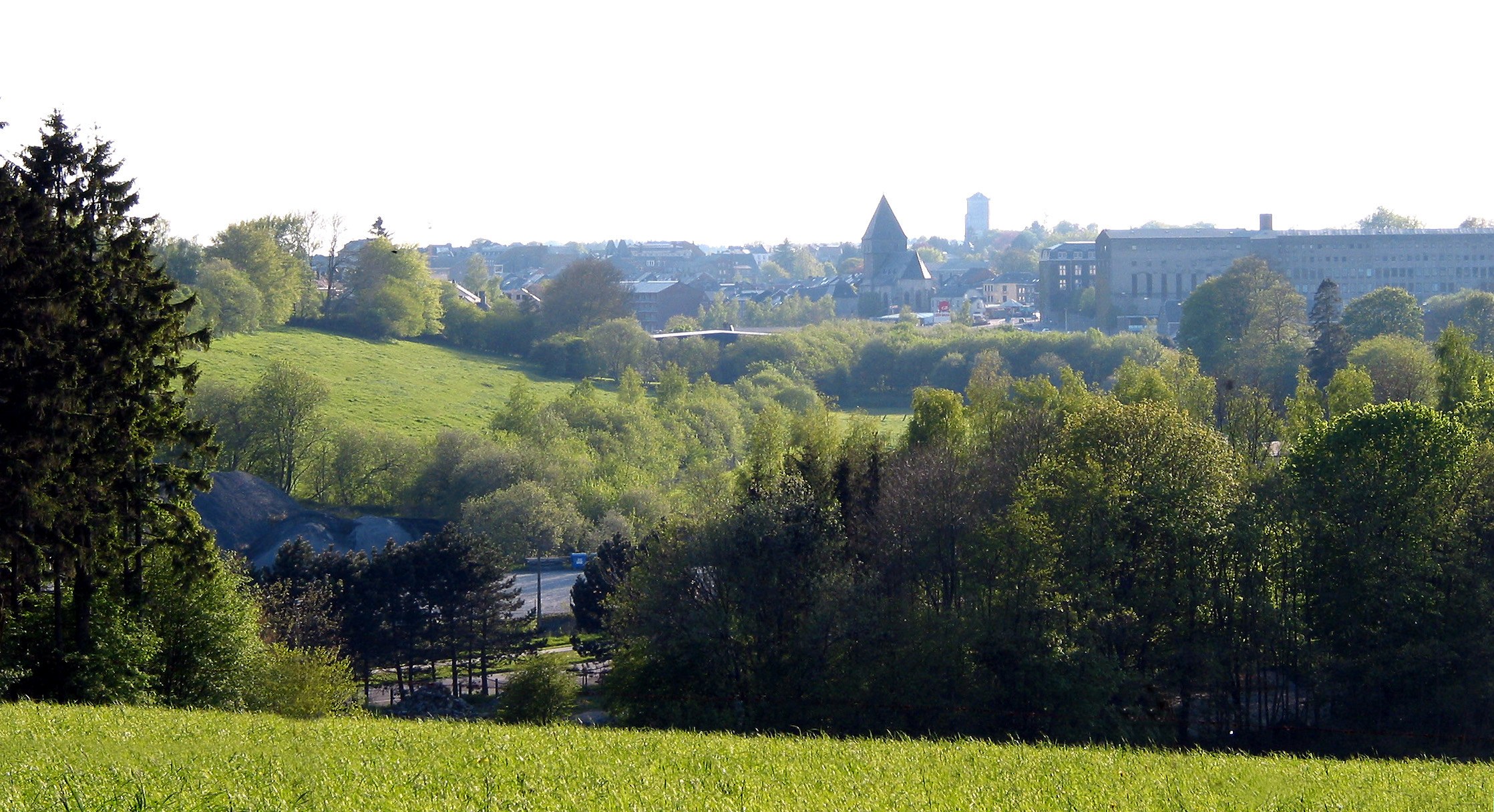
Vue sur la ville.

La commune de Bastogne est située en Ardenne belge, dans l'est de la province de Luxembourg, frontalière du Luxembourg (le centre-ville étant à 12 km de la frontière luxembourgeoise), à 515 m d'altitude sur la ligne de crête qui sépare les bassins versants du Rhin et de la Meuse. Avec ses 264,69 km2, elle est la plus grande commune de Belgique. Au regard de la population, c'est la deuxième commune de la province après Arlon.
Le 50e degré de latitude nord traverse la ville.

### Localités
La commune de Bastogne, assez vaste, compte huit sections comportant, au total, septante-trois villages et hameaux.

### Sections
| # | Nom                  | Superf. (km2) | Habitants (2020) | Habitants par km2 | Code INS |
| - | -------------------- | ------------- | ---------------- | ----------------- | -------- |
| 1 | Bastogne             | 30,87         | 9.618            | 312               | 82039A   |
| 2 | Wardin               | 43,66         | 2.574            | 59                | 82039B   |
| 3 | Villers-la-Bonne-Eau | 23,69         | 482              | 20                | 82039C   |
| 4 | Noville              | 42,35         | 2.146            | 51                | 82039D   |
| 5 | Longvilly            | 32,46         | 1.455            | 45                | 82039E   |
| 6 | Bertogne             | 23,34         | 1.030            | 44                | 82039F   |
| 7 | Longchamps           | 30,68         | 1.434            | 47                | 82039G   |
| 8 | Flamierge            | 37,65         | 1.192            | 32                | 82039H   |

### Villages et hameaux
- Bastogne : Bizory, Chifontaine, Hemroulle, Isle-la-Hesse, Isle-le-Pré, Savy, Senonchamps ;
- Longvilly : Al-Hez, Arloncourt, Bourcy, Horritine, Michamps, Moinet, Oubourcy ;
- Noville : Cobru, Fagnoux, Foy, Hardigny, Luzery, Rachamps, Recogne, Vaux, Wicourt ;
- Villers-la-Bonne-Eau : Livarchamps, Losange, Lutrebois, Lutremange, Remoifosse ;
- Wardin : Benonchamps, Bras, Harzy, Mageret, Marenwez, Marvie, Mont, Neffe ;
- Bertogne : Béthomont, Compogne ;
- Flamierge : Frenet, Gives, Givroulle, Givry, Roumont-sur-Ourthe, Salle, Troismont, Tronle, Wigny ;
- Longchamps : Champs, Fays, Flamisoul, Mande-Saint-Étienne, Monaville, Rolley, Rouette, Withimont.

### Communes limitrophes
La commune est délimitée à l'est par la frontière luxembourgeoise qui la sépare du canton de Clervaux et du canton de Wiltz.
Les communes limitrophes sont Houffalize, La Roche-en-Ardenne, Vaux-sur-Sûre, Fauvillers, Boulaide, Lac de la Haute-Sûre, Winseler, Wincrange, Sainte-Ode et Tenneville.
| Tenneville, La Roche-en-Ardenne | Houffalize                       | Wincrange (Luxembourg)            |
| Sainte-Ode                      | Bastogne                         | Winseler (Luxembourg)             |
| Vaux-sur-Sûre                   | Fauvillers, Boulaide(Luxembourg) | Lac de la Haute-Sûre (Luxembourg) |

## Démographie

### Évolution démographique avant la fusion de 1977
- Source: DGS, 1831 à 1970=recensements population, 1976= habitants au 31 décembre

### Évolution démographique de la commune fusionnée (1977-2024)
En tenant compte des anciennes communes entraînées dans la fusion de communes de 1977, on peut dresser l'évolution suivante:
Les chiffres des années 1831 à 1970 tiennent compte des chiffres des anciennes communes fusionnées.
- Source: DGS, de 1831 à 1981=recensements population; à partir de 1990 = nombre d'habitants chaque 1er janvier[5]

### Évolution démographique de la commune après la fusion avec Bertogne (2 décembre 2024)
En tenant compte des anciennes communes entraînées dans la fusion de communes du 2 décembre 2024, on peut dresser l'évolution suivante:

## Histoire

### Antiquité
Bastogne est située sur la ligne de crête qui sépare les bassins versants du Rhin et de la Meuse. Cette ligne constitue une des voies utilisées dès la préhistoire par les populations non encore sédentarisées et reprise plus tard par les Romains. Elle est en effet située à un endroit stratégique à la croisée de trois chaussées antiques : Reims - Cologne (qui suit la ligne de crête autour de la ville), Metz (Arlon) Tongres et Bavay - Trèves (qui se croisaient en fait entre Bastogne et Senonchamps, à l'ouest de la ville).
On retrouve aux alentours de Bastogne des traces qui remontent aux époques celte (territoire des Trévires) et romaine (territoire de Gaule Belgique). Mais ce n'est qu'en l'an 634 (période Franque) qu'un premier document écrit est attesté (jusqu'à présent). Ce document parle  d'un don fait par le diacre Grimon, diacre austrasien de Verdun en Argonne, à l'abbaye Saint-Maximin de Trèves, qui le transmit à l'Abbaye de Prüm.

### Moyen-Age
Au IXe siècle, L'empire Carolingien a été divisé entre les trois petits fils de Charlemagne. Bastogne fait partie de la Lotharingie dont la succession attise la convoitise des deux autres héritiers. Les textes sont imprécis et les médiévistes Léon Vanderkindere et Paul Bonenfant rattachent la ville tantôt au Comté d'Ardenne, tantôt à un Comté de Bastogne qui pourrait en être l'une des subdivisions.
Une maison forte est également érigée durant cette période "hors les murs", au nord de ce qui deviendront les remparts quelques siècles plus tard. Cernée de 6 tours et entourée d'un fossé (probablement sec), elle est la demeure et la résidence de fonction des maires héréditaires et on y a frappé monnaie.
Au XXe siècle, le bâtiment sert encore de lieu de divertissement pour les mouvements de jeunesse mais sa vétusté et  l'offensive des Ardennes ont raison de lui. L'emplacement est depuis occupé par l'ICET - Institut Communal d'Enseignement Technique.
La ville accueille plusieurs communautés religieuses : 
- les Trinitaires (qui fondèrent initialement un hôpital et une école, avant d'être victime des réformes « éclairées » de Joseph II à la fin du XIIXe siècle). L'essentiel de leur monastère a été récemment déconstruit et l'ancien cloitre forme une placette à hauteur du numéro 167 de la rue du sablon ;
- les Récollets (Franciscains), avec leur maison de bienfaisance, qui devront s'effacer à la suite de la Révolution française. Les bâtiments du couvent, constituant l'ilot situé entre les numéros 16 et 26, rue de Chanteraine, seront presque entièrement détruits dans l'entre-deux-guerres ;
- les Récollectines (dont le couvent, non loin de l'église Saint-Pierre, deviendra l'Institut Notre-Dame - Séminaire) ainsi que Piconrue - Musée de la Grande Ardenne. Ce musée est consacré au passé de la ville et de ses environs, ainsi qu'aux traditions de la région.

Comme Ciney de l'autre côté du massif ardennais, la ville est réputée pour ses foires aux grains et aux bestiaux ou affluent des marchands des régions environnantes durant tout le moyen-âge. Mais ce n'est en fait qu'en 1332 que le comte de Luxembourg promeut Bastogne au statut de ville; pour peu que celle-ci se dota de remparts; La muraille de 6 à 7 m de haut et 2 m d'épaisseur, comportant deux portes (dont étonnamment aucune ne livre un accès direct vers la maison forte), environ 15 tours sera démantelée par Louis XIV en 1668. Il en subsiste aujourd'hui la porte basse, dite porte de Trèves, quelques fondations visibles notamment rue de la porte haute, ainsi que le tracés des rues qui suivaient ces remparts, notamment celle qui en porte le nom (rue des remparts) et les rues  Delperdange, des jardins, du vieux Moulin, de Beaumont et Lamborelle. 
A noter qu'avant 1332, la paveye (la rue principale) séparait deux entités dépendant de juridictions distinctes : au nord, les beaux quartiers du Sablon relevaient du chapitre impérial d'Aix-la-Chapelle (et donc du Saint Empire Germanique) alors qu'au sud s'étendaient le populaire quartier du vivier, autour de la rivière Wiltz, dépendait du Comté d'Ardenne méridionale, dit "de Bastogne", héritier de la Seigneurie de Chantraine. De cette spécificité reste la double dénomination de la rue selon le côté concerné.

### Renaissance et époque moderne
Durant la période Française (1792 - 1814), le duché de Luxembourg fut remplacé par le Département des Forêts. Bastogne n'y tient pas de rôle de sous-préfecture. Tout juste celui de chef-lieu de canton.
À la suite de la chute de Napoléon 1er, le congrès de Vienne instaure le grand-duché de Luxembourg, administré par la monarchie néerlandaise. S'il n'est pas formellement rattaché aux Pays-Bas (incluant 8 provinces belges), le grand-duché est administré comme une XIIX° province par Guillaume d'Orange.
L'autoritarisme du souverain batave conduit à une large coalition favorable à sa destitution voire à une indépendance. Les élites grand-ducales suivent ce mouvement et participent aux événements menant à l'indépendance de la Belgique en 1830 que Guillaume d'Orange finit par accepter à condition de conserver son pouvoir sur la ville de Luxembourg et les cantons germanophones ( à l'exception de ceux - situés au delà de la Moselle - réclamés par la Prusse), ce qu'il obtient au prix donc d'une scission entre province belge et grand-duché sur base de la langue parlée par la population des différents cantons. Une exception est cependant faite pour Arlon, Messancy, Aubange et une partie de Martelange, rattachées à la Belgique bien qu'elles soient majoritairement germanophones - car les négociateurs français souhaitent qu'aucun tronçon de la route Liège - Thionville ne soit contrôlé par le roi des Pays-Bas. Bastogne devient donc enfin Belge en 1839, par la ratification du traité des XXIV articles.

### La Seconde Guerre mondiale

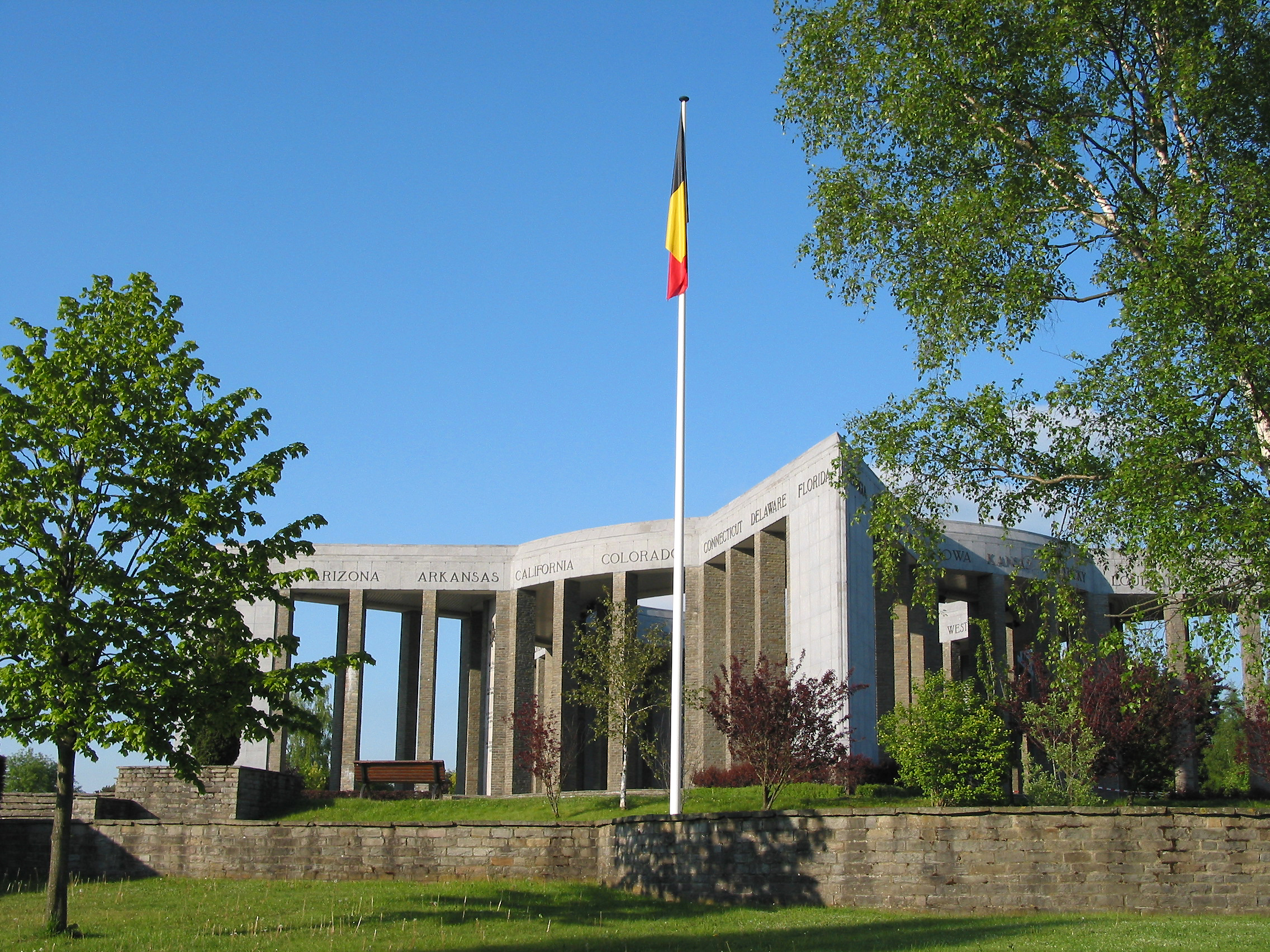
Le mémorial du Mardasson, rue de Clervaux.

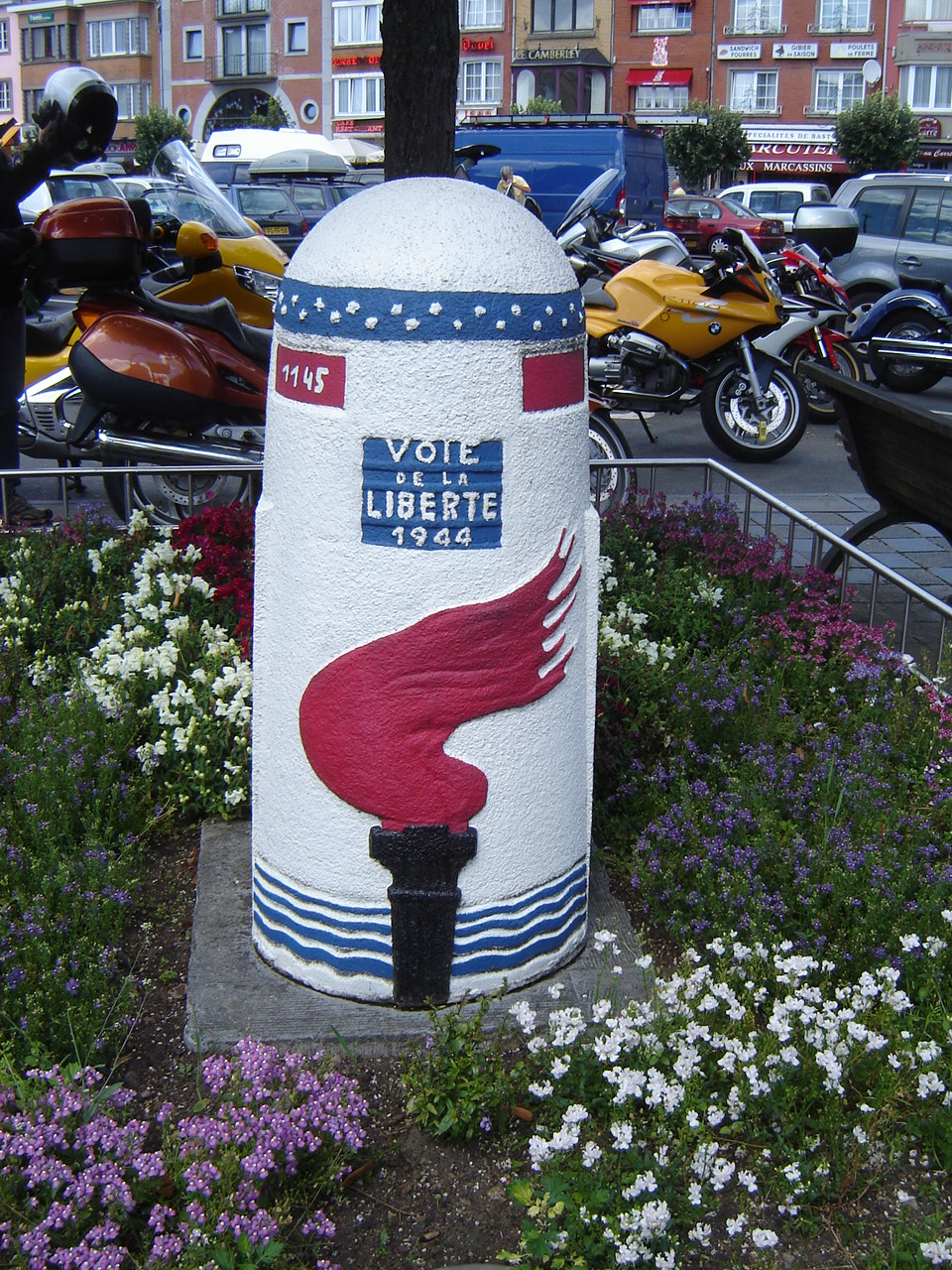
L'antépénultième borne de la « voie de la Liberté », place McAuliffe.

En 1940, des Chasseurs ardennais résistèrent aux troupes allemandes venues du Grand Duché de Luxembourg et le lieutenant de réserve Cadi y perdit la vie. Une plaque commémorative est apposée sur le blockhaus où il fut tué.
En 1944, la commune fut au centre de la bataille des Ardennes pendant l'hiver 1944-1945.
Le siège de Bastogne durant la bataille des Ardennes peut être résumé comme suit.
Le 22 décembre 1944, alors que la ville est encerclée depuis plusieurs jours, le général McAuliffe, commandant de la 101e division aéroportée américaine, est réveillé en sursaut quand on lui annonce qu'il est invité à se rendre aux Allemands. Sa réponse abrupte « Nuts » (littéralement : « des noix ») à cet ultimatum décide du siège de Bastogne.
Le 23, le ciel s'est dégagé, permettant à l'aviation de ravitailler les troupes. Néanmoins, le 25, l'avance allemande atteint sa pointe maximum. Les Alliés vont mettre tout en œuvre pour reprendre le dessus. La 3e armée, sous les ordres du général Patton, contre-attaque sur le flanc sud-est et pénètre dans Bastogne le 26. L'aviation alliée parvient à empêcher le ravitaillement en carburant des blindés allemands. Début janvier, c'est l'arrivée au nord de la 1re armée.
Enfin, le 25 janvier, le saillant de l'armée allemande en Ardenne est résorbé, alors qu'il s'était étendu jusqu'à quelques kilomètres de la Meuse.
Le mémorial du Mardasson, situé rue de Clervaux, commémore ces événements, et le Bastogne War Museum, installé sur le même site, est un musée dans lequel on peut trouver l'une des plus importantes collections en rapport avec la Seconde Guerre mondiale.
Sur la place McAuliffe, la place principale de la ville, on peut voir un buste du général McAuliffe, un char Sherman, ainsi que l'antépénultième borne de la « voie de la Liberté ».

## Héraldique
|  | La ville possède des armoiries. Blasonnement : Parti de gueules et d’azur, et brochant sur la partition, la Sainte Vierge avec l’enfant Jésus de carnation, vêtus d’or et ceints d’une couronne à trois fleurons du même, la Vierge tenant de sa dextre un sceptre fleurdelisé aussi d’or. Source du blasonnement : Lieve Viaene-Awouters et Ernest Warlop, Armoiries communales en Belgique, Communes wallonnes, bruxelloises et germanophones, t. 1 : Communes wallonnes A-L, Bruxelles, Dexia, 2002. |

## Politique et administration

### Fusion avec Bertogne

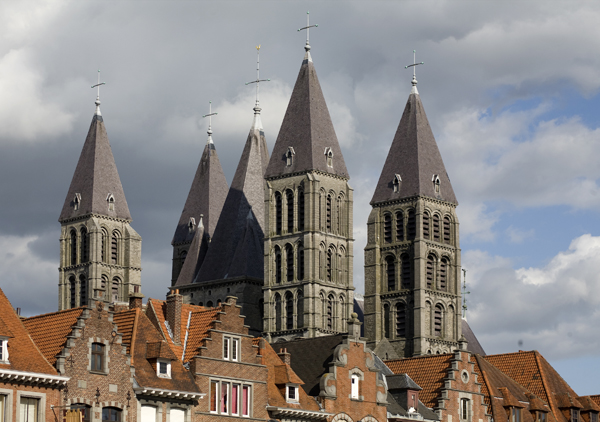
La nouvelle commune issue de la fusion deviendra la plus grande commune de Belgique, détrônant Tournai.

Le 11 février 2022, les bourgmestres de Bastogne (Benoit Lutgen) et de Bertogne (Christian Glaude) annoncent par surprise la fusion des deux communes lors d'une conférence de presse. La principale raison est financière : la région wallonne ayant voté un décret organisant la fusion de communes sur base volontaire, offrant une reprise de dettes des entités avec un montant de 500 euros maximum par habitant avec un plafond de 20 millions d'euros par entité fusionnée. Le tout à condition que le dossier soit rentré avant le 31 octobre 2022. L'accord de principe fut adopté le 31 mars 2022 et la décision finale fut votée au conseil communal de Bastogne le 30 juin 2022, sans attendre la consultation populaire demandée par l'opposition de Bertogne, qui s'étonne de la fusion si rapide d'une ville de 16 000 habitants avec une commune rurale de 3 500 habitants. La population de Bertogne ayant, en effet, signé une pétition de 1 623 signatures, ce qui représente plus de la moitié des habitants majeurs de la commune, réclamant une consultation populaire à ce sujet. Entre-temps, le 22 mars 2022, le bourgmestre de Bertogne, Christian Glaude, annonça sa démission. Le poste fut repris par Jean-Marc Franco, favorable au projet.
La fusion a été réalisée le 2 décembre 2024. Elle crée la plus grande commune de Belgique avec une superficie de 264,69 km2, détrônant Tournai et ses 215,34 km2. En ce qui concerne la population, la nouvelle entité approche les 21 000 habitants, devenant la deuxième commune la plus peuplée de la province de Luxembourg, derrière Arlon (30 000 habitants) et dépassant Aubange (17 000 habitants) et Marche-en-Famenne (17 500 habitants).

### Conseil et collège communal 2024-2030
Ci-dessous, le tableau des résultats des élections communales de 2024.
| Parti | Parti          | Voix (2024) | Voix (2018) | % (2024) | % (2018) | +/-   | Sièges  | +/- | Collège |
| ----- | -------------- | ----------- | ----------- | -------- | -------- | ----- | ------- | --- | ------- |
|       | RESPECT        | 655         | -           | 5,36%    | -        | 0.0 % | 0 / 27  | 0.0 | Non     |
|       | ENSEMBLE       | 3891        | -           | 31,83 %  | -        | 0.0 % | 9 / 27  | 9.0 | Non     |
|       | LDB            | 7677        | 6529        | 62,81%   | 64,00%   | 1.19% | 18 / 27 | 1.0 | Oui     |
|       | PP             | -           | 157         | -        | 1,54%    | 0.0 % | 0 / 27  | 0.0 | Non     |
|       | CITOYENS +     | -           | 3272        | -        | 32,07%   | 0.0 % | 0 / 27  | 8.0 | Non     |
|       | ALTERNATIVE(S) | -           | 244         | -        | 2,39%    | 0.0 % | 0 / 27  | 0.0 | Non     |
| Total | Total          | 12 223      | 10 202      | 100 %    | 100 %    |       | 27      |     |         |

| Collège communal  |                     |                                    |
| ----------------- | ------------------- | ---------------------------------- |
| Bourgmestre       | Benoît Lutgen       | Les Engagés - Liste du Bourgmestre |
| 1er Échevin       | Philippe Collignon  | Indépendant - Liste du Bourgmestre |
| 2e Échevin        | Jean-Marc Franco    | Les Engagés - Liste du Bourgmestre |
| 3e Échevine       | Françoise Georges   | Les Engagés - Liste du Bourgmestre |
| 4e Échevin        | Jean-Pol Besseling  | Les Engagés - Liste du Bourgmestre |
| 5e Échevine       | Margot Kech         | Liste du Bourgmestre               |
| Président du CPAS | Jean-Michel Gaspart | Les Engagés - Liste du Bourgmestre |

Bastogne avant fusion.
Bertogne avant fusion.
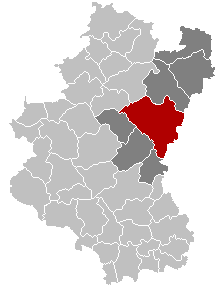
Bastogne après fusion.

### Liste des bourgmestres successifs
| Portrait                                                       | Identité                                         | Période | Période  | Durée  | Étiquette             |
| Portrait                                                       | Identité                                         | Début   | Fin      | Durée  | Étiquette             |
| -------------------------------------------------------------- | ------------------------------------------------ | ------- | -------- | ------ | --------------------- |
| Louis Olivier                                                  | Louis Olivier (19 juillet 1923 - 6 janvier 2015) | 1965    | 1976     | 11 ans | Mouvement réformateur |
| Pas de portrait sous licence libre disponible pour Guy Lutgen. | Guy Lutgen (19 avril 1936 - 26 juillet 2020)     | 1976    | 2000     | 24 ans | Les Engagés           |
| Philippe Collard, 9 mai 2015.                                  | Philippe Collard (né le 19 mars 1957)            | 2001    | 2012     | 11 ans | Mouvement réformateur |
| Benoît Lutgen, 12 janvier 2007.                                | Benoît Lutgen (né le 10 mars 1970)               | 2013    | En cours | 12 ans | Les Engagés           |

### Jumelages
Un pacte d'amitié a été conclu avec la commune de Tulette en France le 16 avril 2005. Bastogne est jumelée à Périers en Normandie.

### Sécurité et secours
La ville fait partie de la zone de police Centre Ardenne pour les services de police, ainsi que de la zone de secours Luxembourg pour les services de pompiers. Elle abrite d'ailleurs l'école provinciale de formation des sapeurs-pompiers. Elle disposera de nouveaux locaux adaptés dans la nouvelle caserne des pompiers de Bastogne qui a ouvert en 2017.
Le numéro d'appel unique pour ces services est le 112.

## Patrimoine et culture

### Patrimoine architectural
- Le patrimoine immobilier classé :

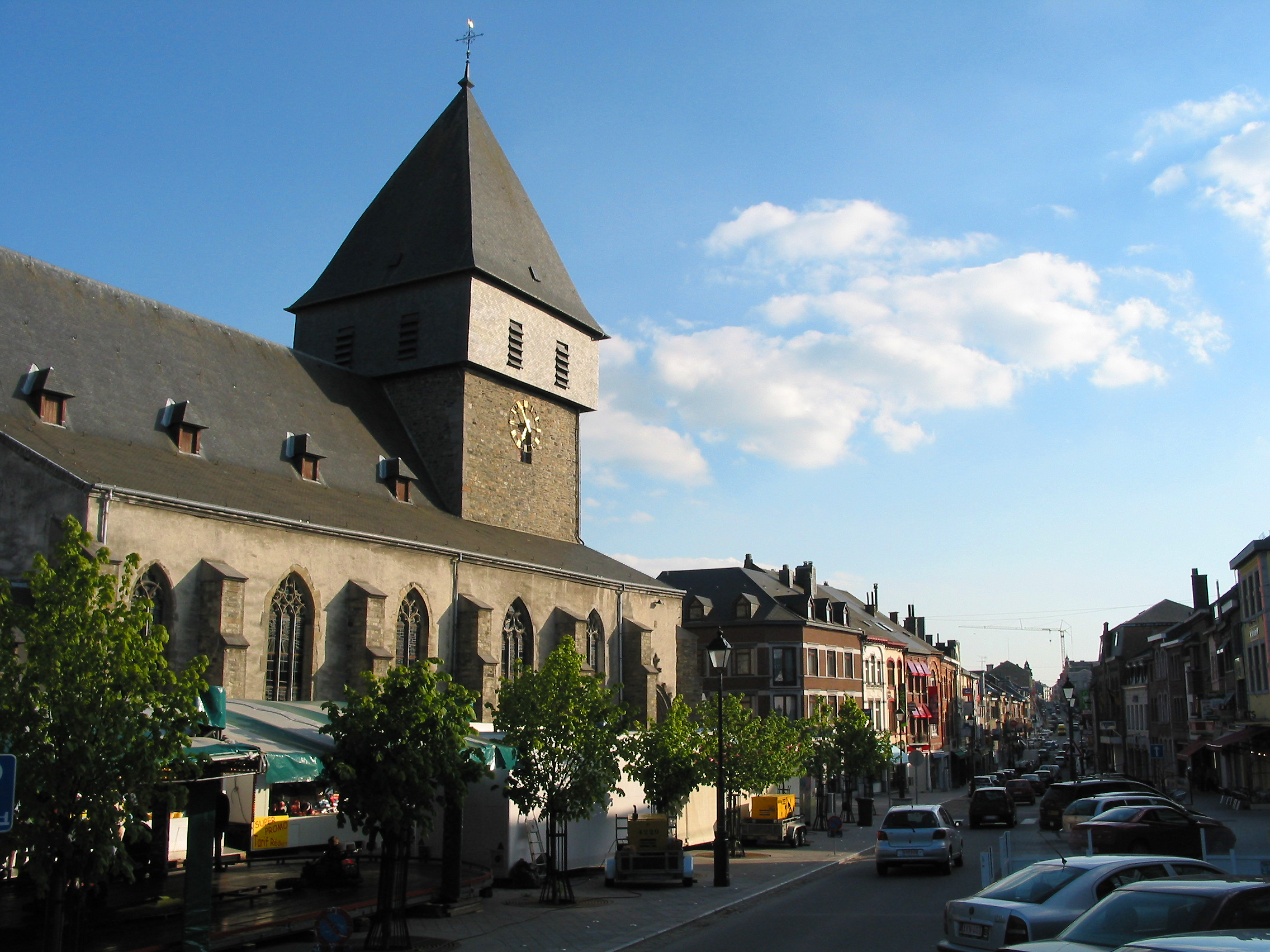
L'église Saint-Pierre (XIe – XIVe siècles).
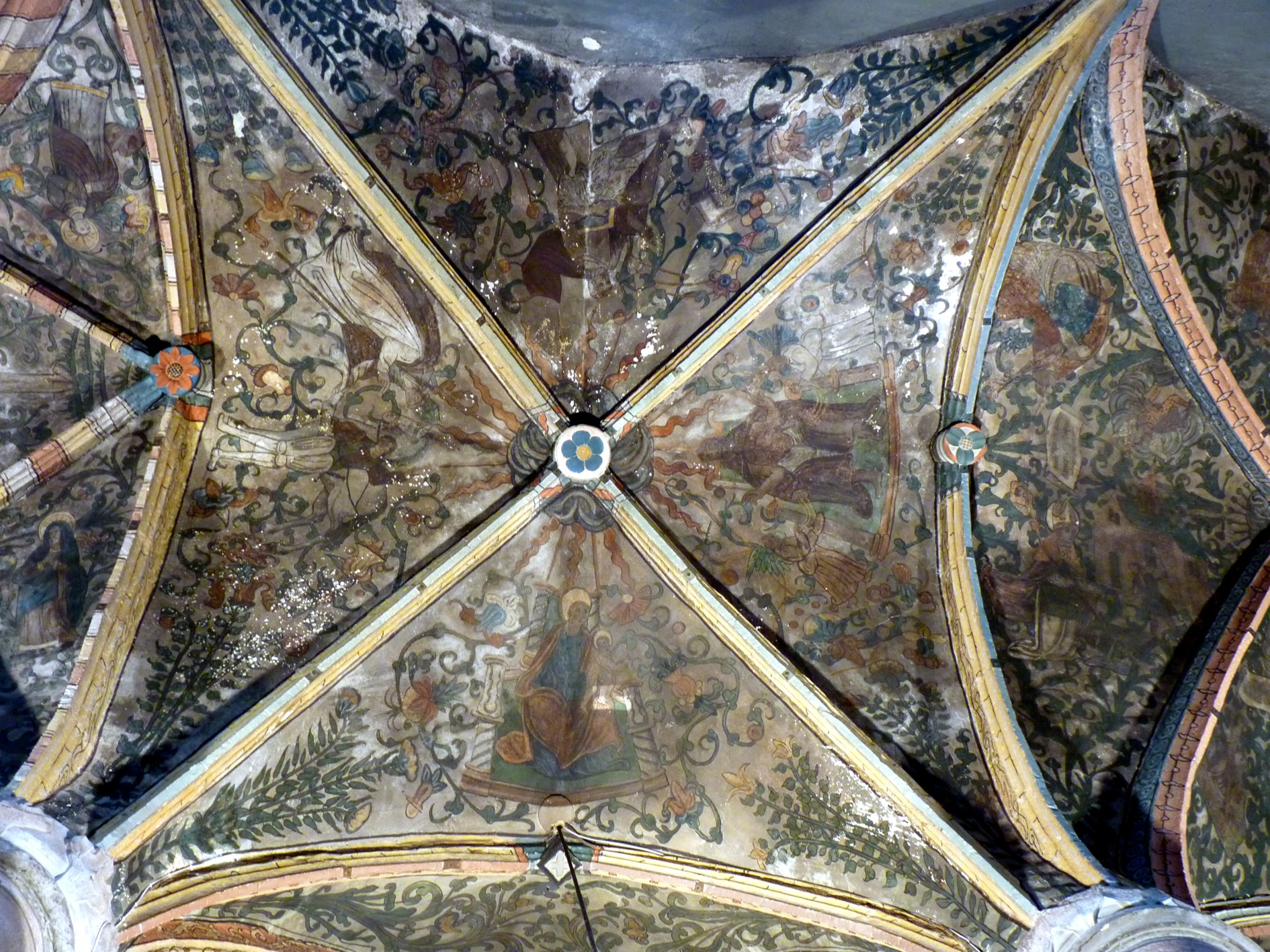
Détail des voûtes de l'église Saint-Pierre, œuvre de Renadin de Wicourt.
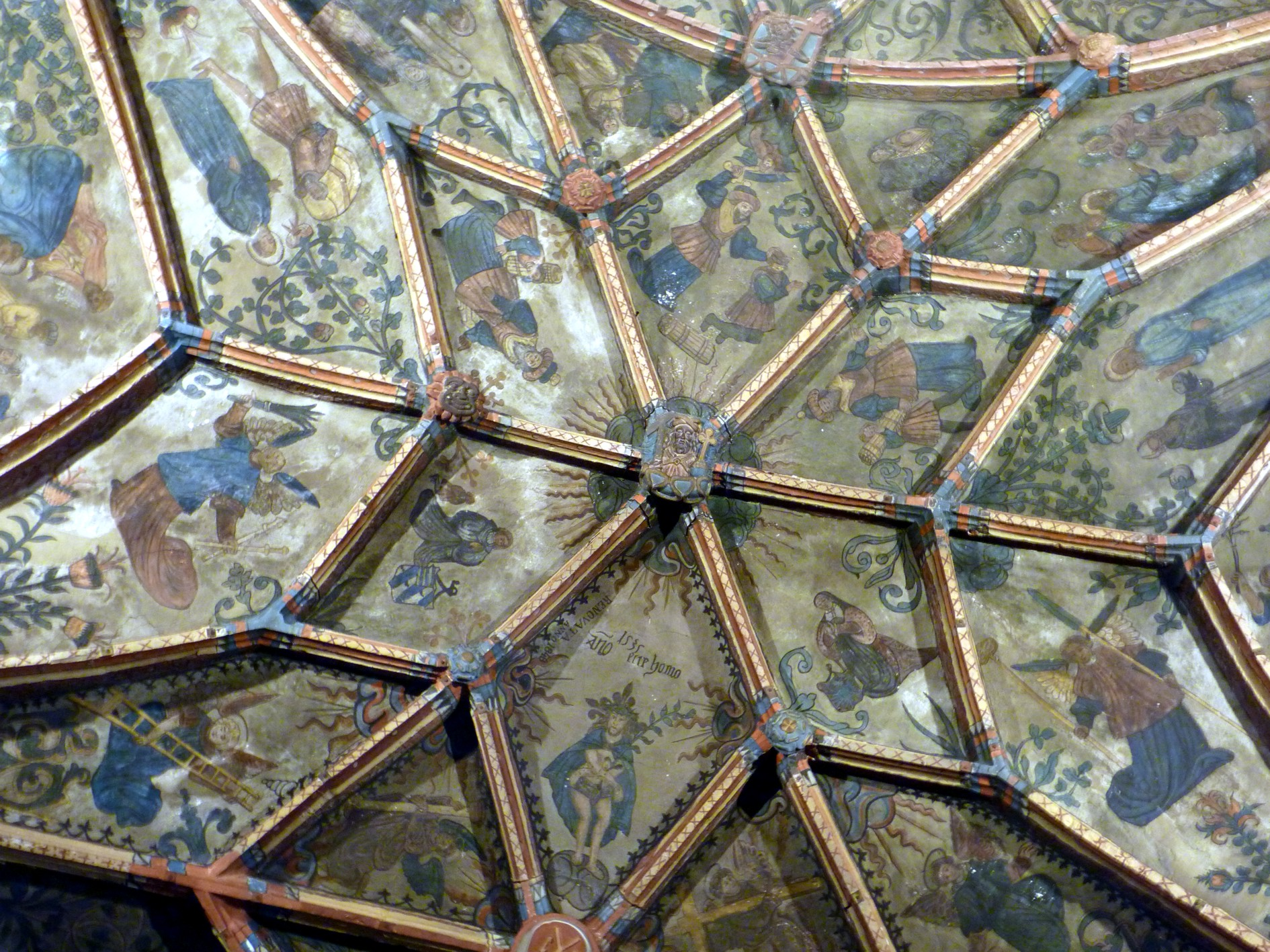
Détail des voûtes de l'église Saint-Pierre.
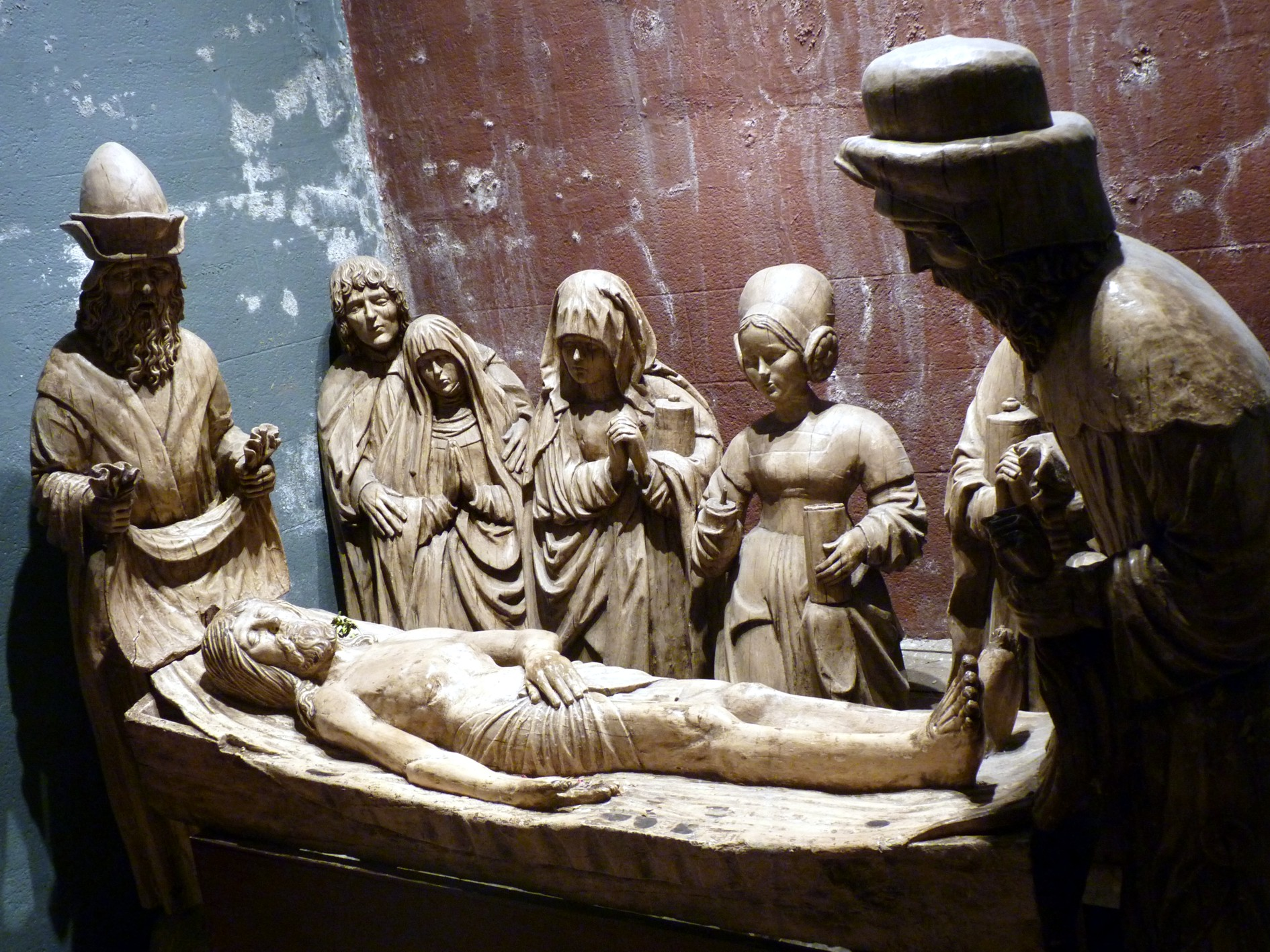
Mise au tombeau. Groupe sculpté, église Saint-Pierre.
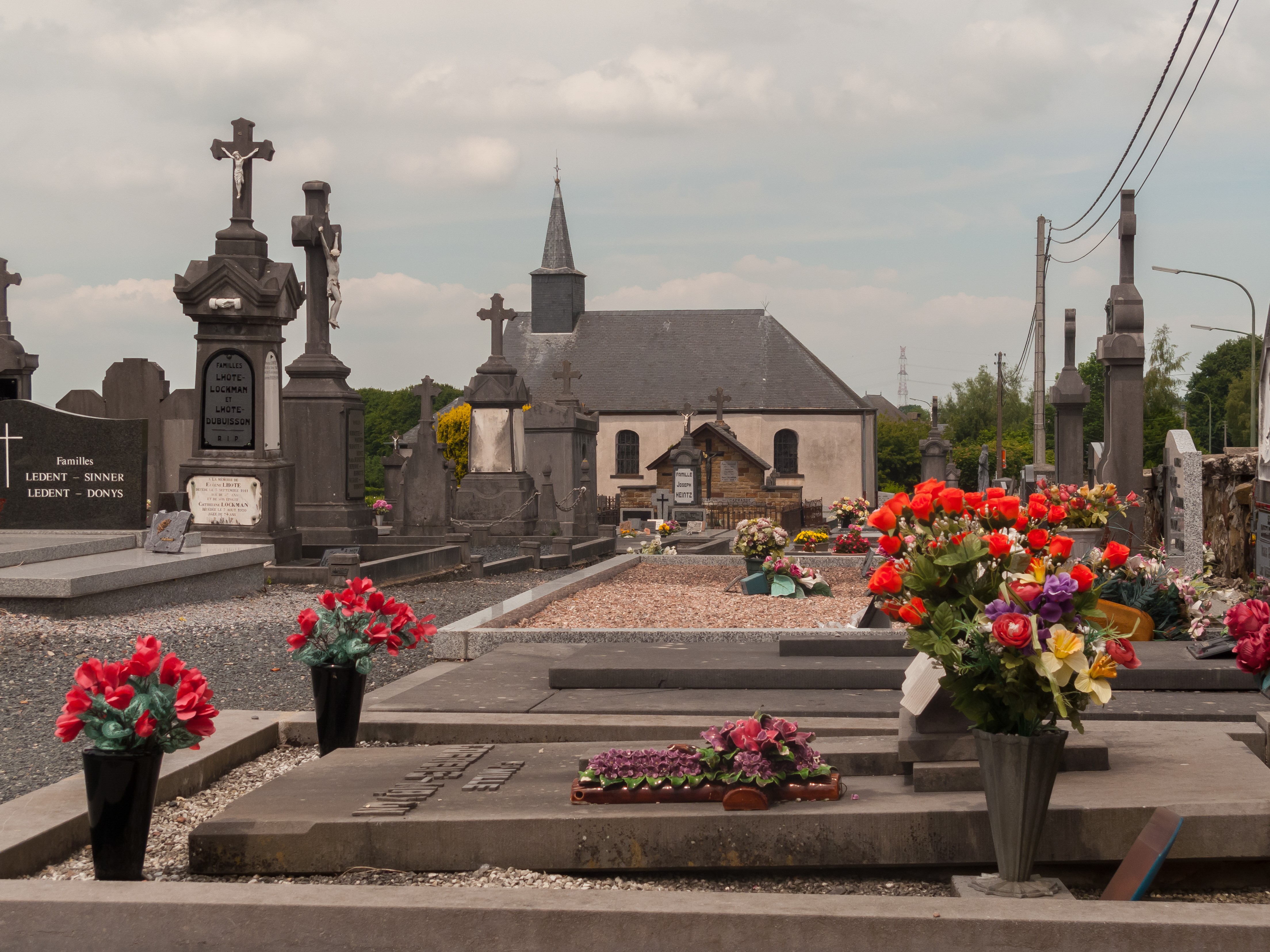
Cimetière et chapelle Saint-Laurent.
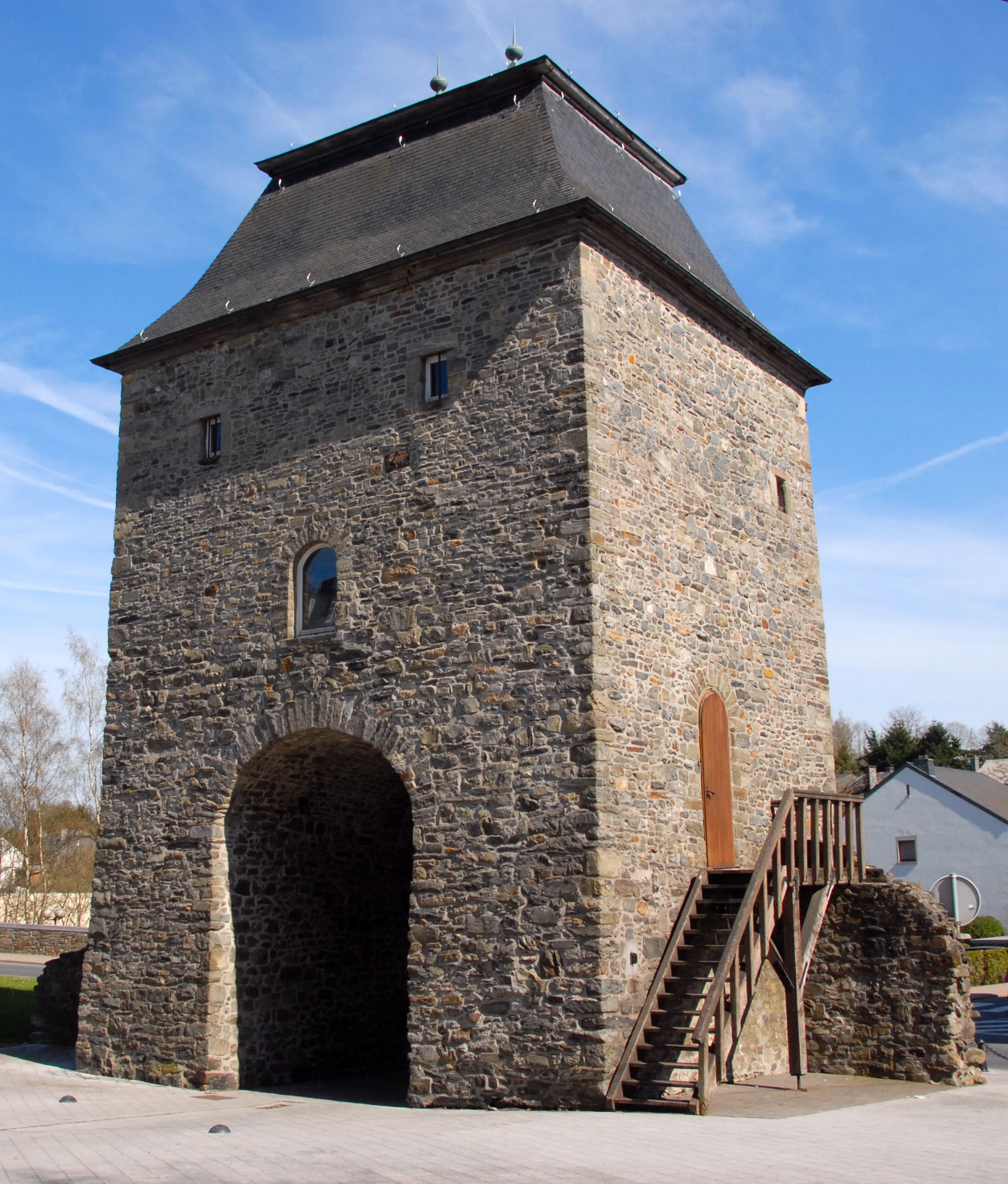
La porte de Trèves (XIVe siècle).
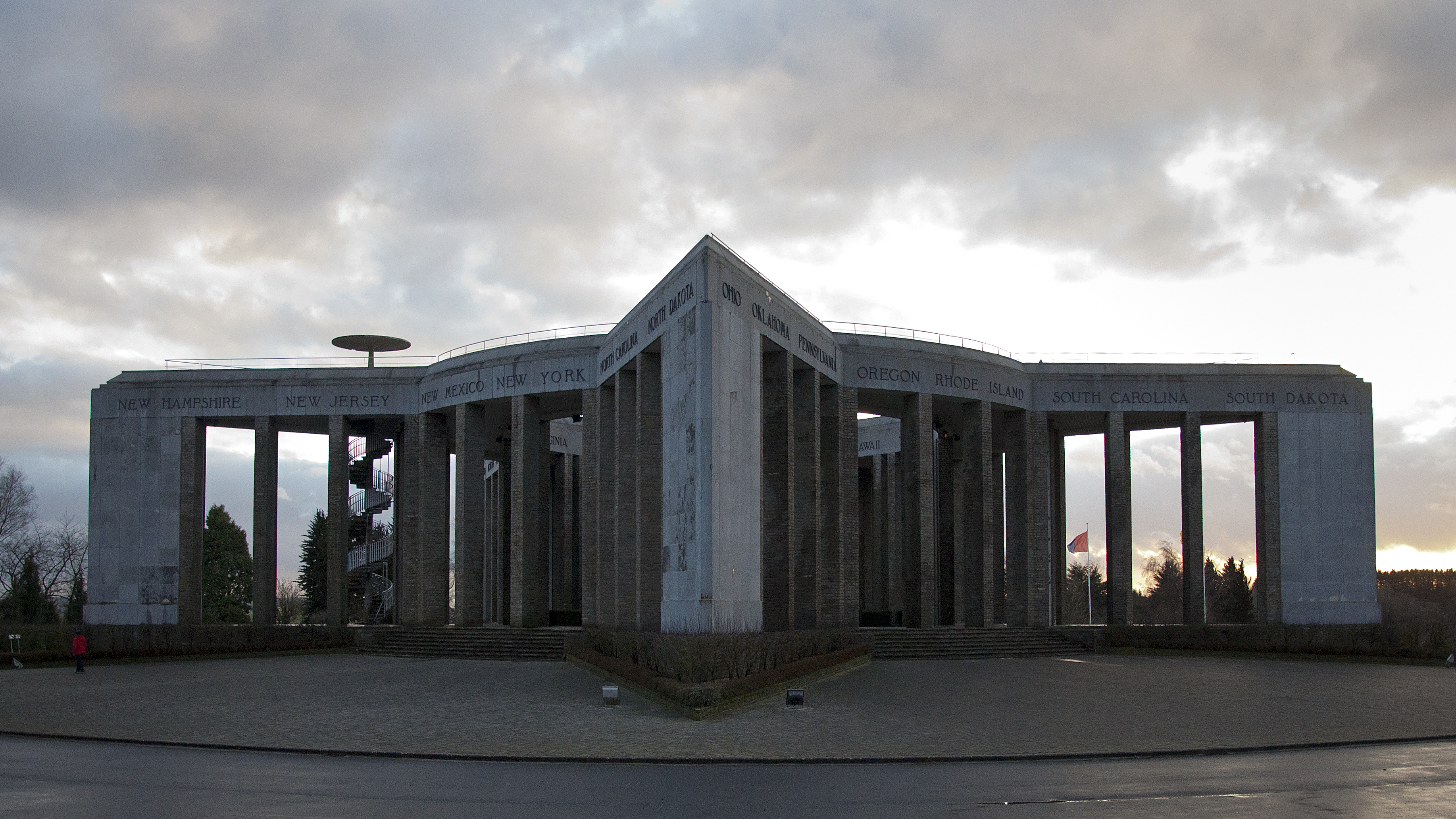
Le mémorial du Mardasson, inauguré en 1950. La crypte abrite des mosaïques de Fernand Léger.
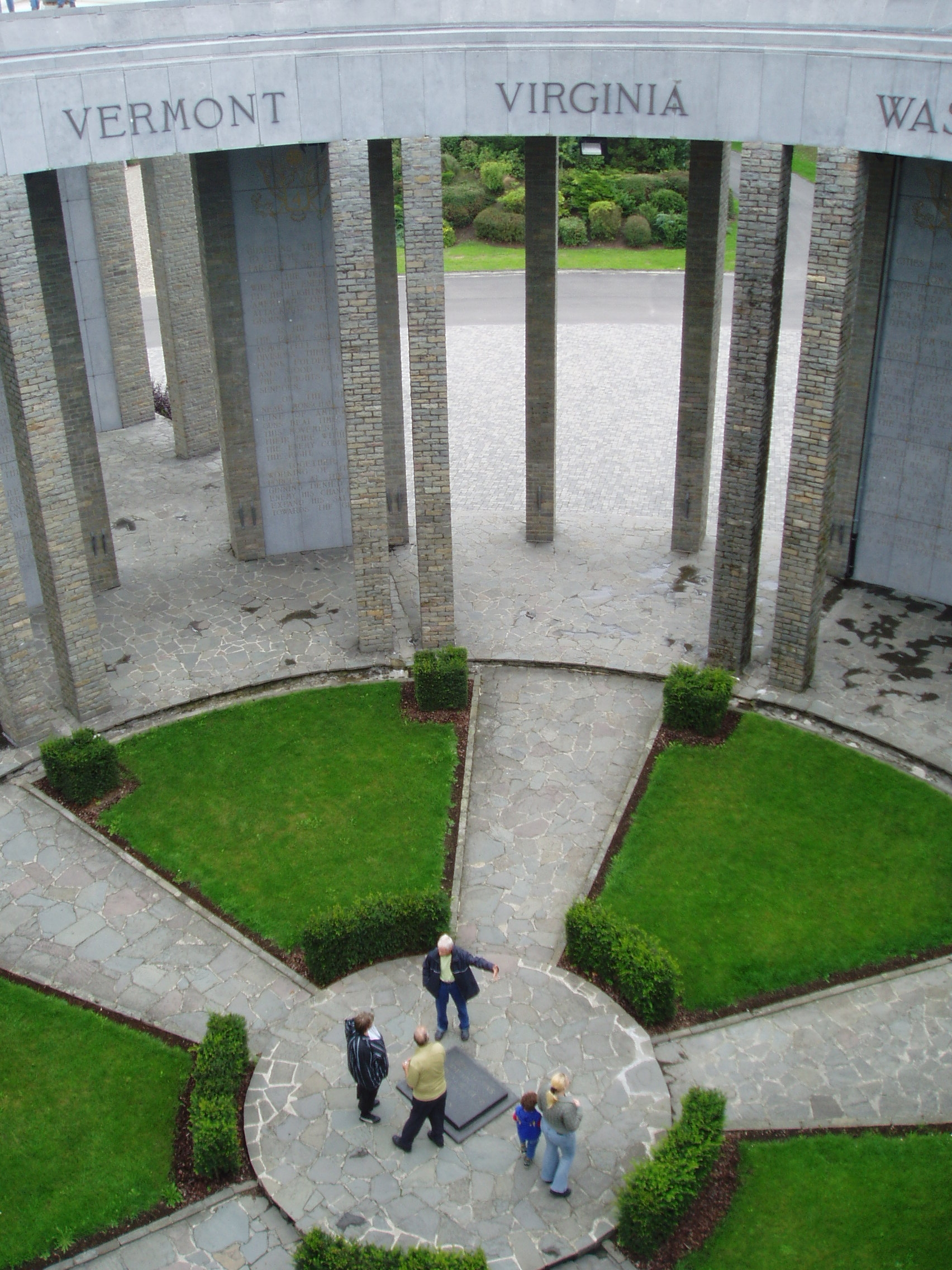
Le mémorial du Mardasson.

- La chapelle Notre-Dame-de-Bonne-Conduite, érigée en 1634[16], devant laquelle se trouve la coupole d'un char américain de la Seconde Guerre mondiale ;
- Autres :
  - Le Petit Séminaire, faisant aujourd'hui partie de l'INDSé (Institut Notre-Dame Séminaire de Bastogne). Fondé en 1807 par Monseigneur Jauffret, l'évêque de Metz ;
  - La Grand Rue, qui a ceci de particulier que l'un et l'autre côté de la même rue portent un nom différent : rue du Sablon et rue du Vivier (si l'on se trouve Place McAuliffe et que l'on regarde la Grand Rue en direction de l'église Saint-Pierre, la « rue » du Sablon est à gauche et la « rue » du Vivier à droite) ;
  - L'ancien couvent des frères franciscains ;
  - Le monument aux morts de la Première Guerre mondiale, inauguré dans les années 1920, et qui se trouve aujourd'hui, du moins une partie du monument original – le bas-relief – contre le flanc de l'église Saint-Pierre ;
  - Le monument dit « L'Ardennaise », conçu par le sculpteur V. Demanet et l'architecte J. Theys, et commémorant les deux guerres mondiales ; il est constitué d'une stèle portant l'inscription « Passant, Souviens-toi que des Bastognards… » suivie des noms de victimes de guerre, et d'une statue représentant une vieille Ardennaise endeuillée ; ce monument sera déplacé depuis son érection et se trouve aujourd'hui au carrefour de le rue Pierre Thomas et de la rue Gustave Delperdange, près des musées d'histoire ;
  - Le Sherman, trônant sur la place McAuliffe, à côté de la borne terminale de la voie de la Liberté et du buste du général McAuliffe ;
  - Le monument dédié au général Patton.

### Culture

#### Musées

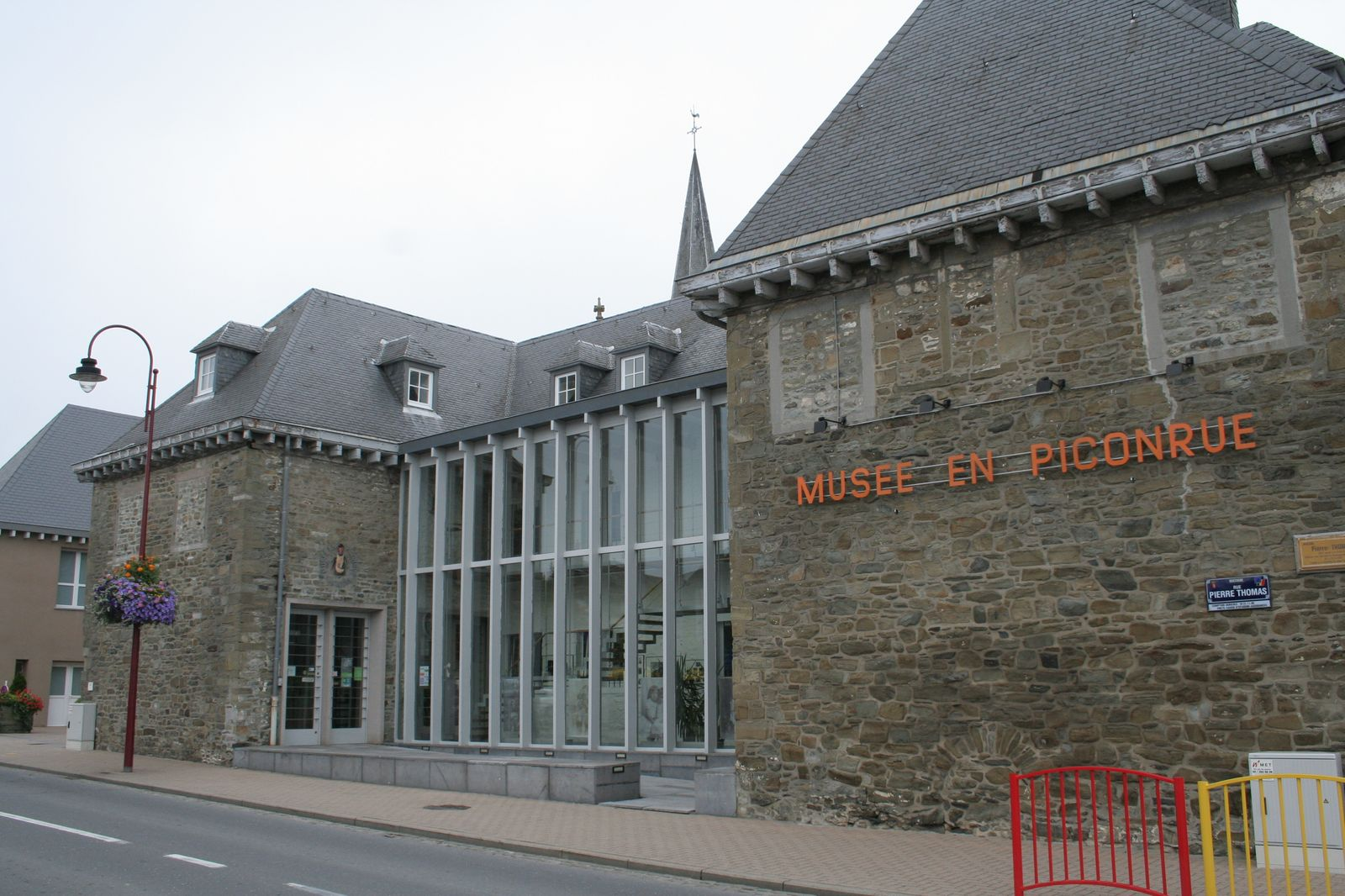
Le Piconrue - Musée de la Grande Ardenne.

- Piconrue - Musée de la Grande Ardenne : musée d'ethnologie et d'histoire ;
- Bastogne Barracks : musée du centre d'interprétation de la Seconde Guerre mondiale ;
- Bastogne War Museum : musée consacré à la bataille des Ardennes.

#### Folklore

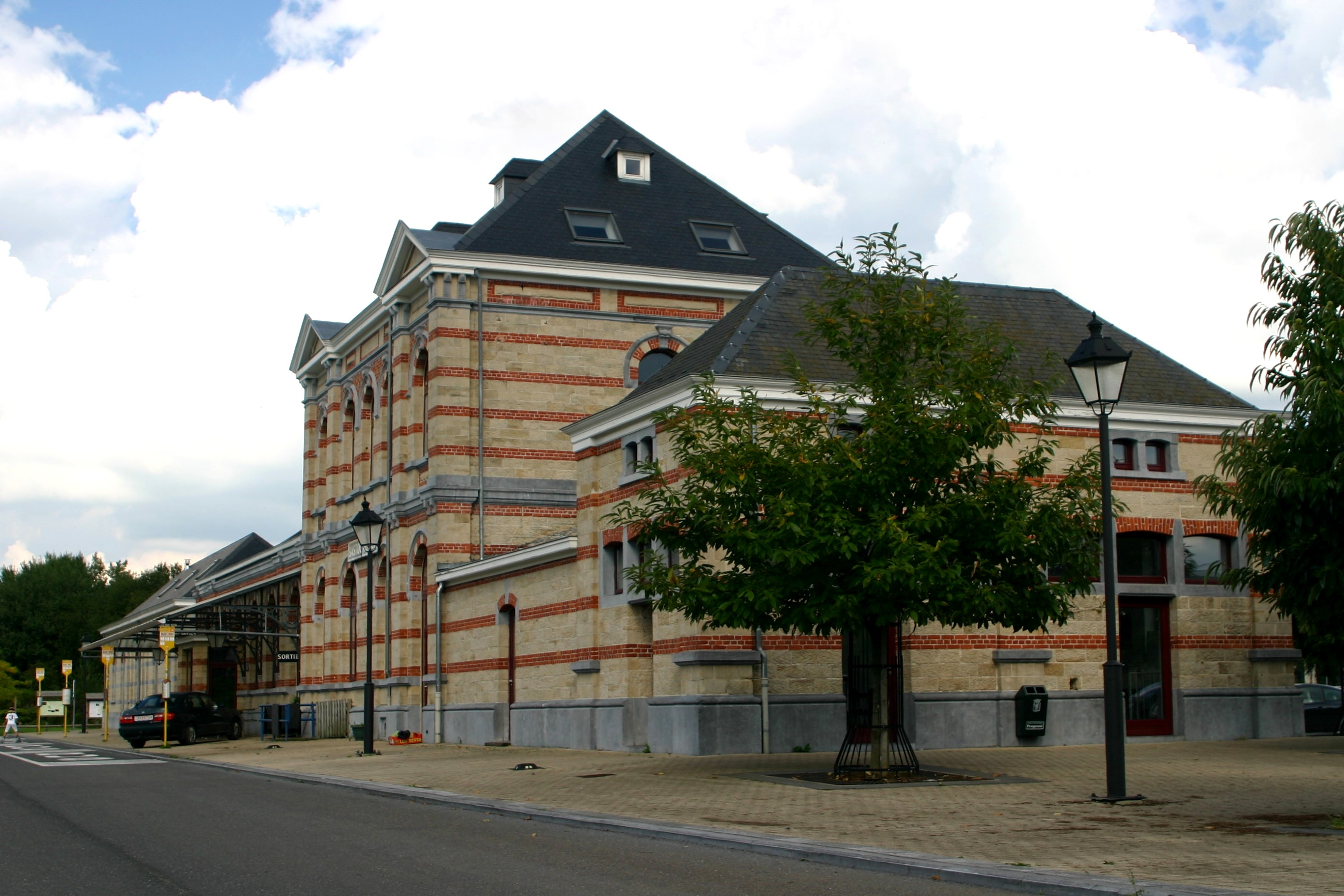
La foire aux noix a lieu chaque année en décembre. Contrairement à ce que l'on pourrait penser, elle n'a rien à voir avec la fameuse réponse nuts (« noix » en français) du général Anthony McAuliffe pendant le siège de Bastogne. C'est une tradition bien plus ancienne qui remonte à plus de cent-cinquante ans. À l'époque, la foire aux noix était une foire où se louaient les domestiques. La tradition voulait que ces derniers, une fois réengagés, nouent autour de leur cou un mouchoir rouge à pois blancs pour montrer qu'ils n'étaient plus à louer et, à cette occasion, ils offraient des noix aux jeunes filles. Le hasard a voulu que le fameux nuts du général McAuliffe tombe le 22 décembre 1944, à l'époque où traditionnellement Bastogne fêtait la foire aux noix. Après la guerre, le folklore et l'histoire militaire ont trouvé leur place dans cette manifestation où, aujourd'hui, les représentants de la ville lancent des noix aux habitants depuis le balcon de l'hôtel de ville.
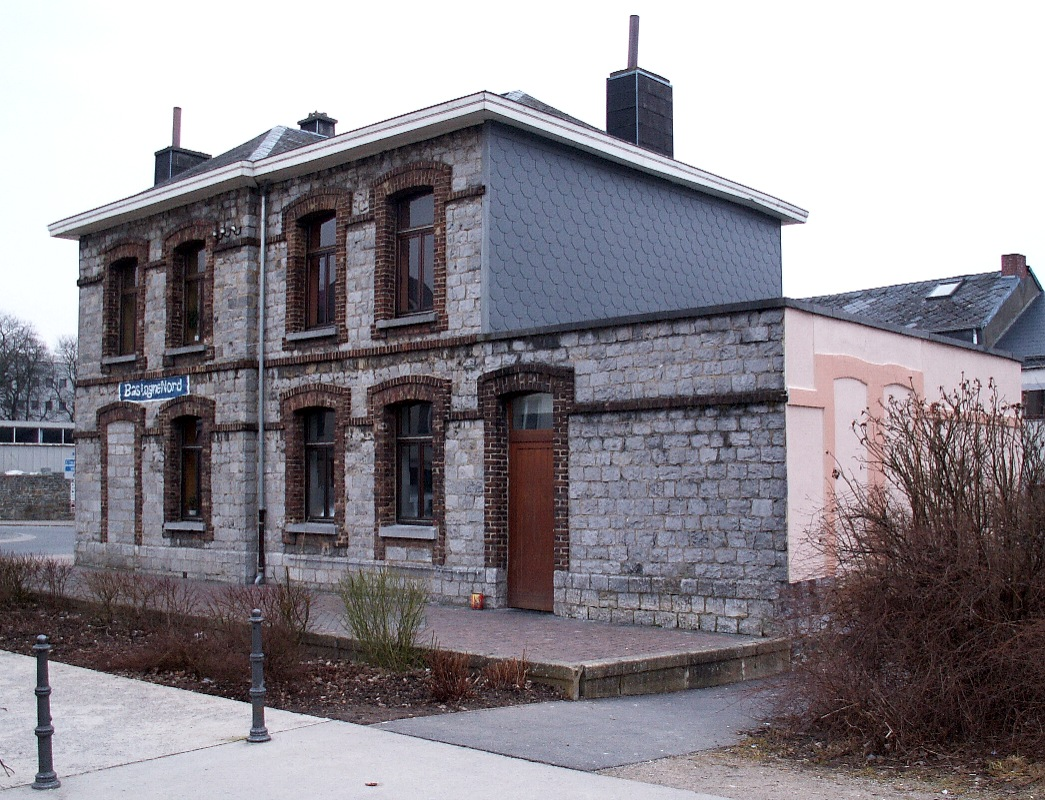
L'ancienne gare de Bastogne Nord en 2009, aujourd'hui un restaurant.
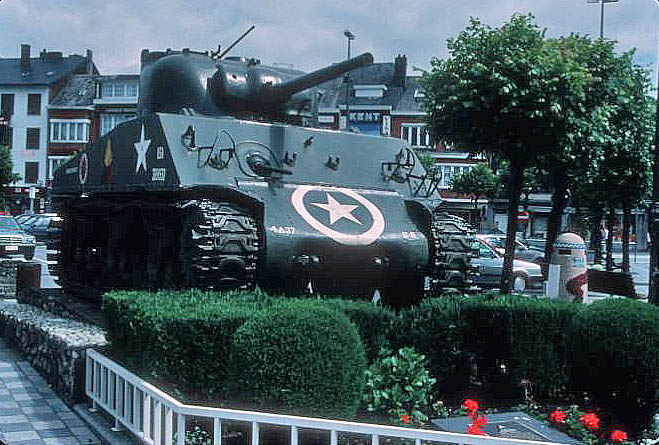
Sherman et borne, place McAuliffe.
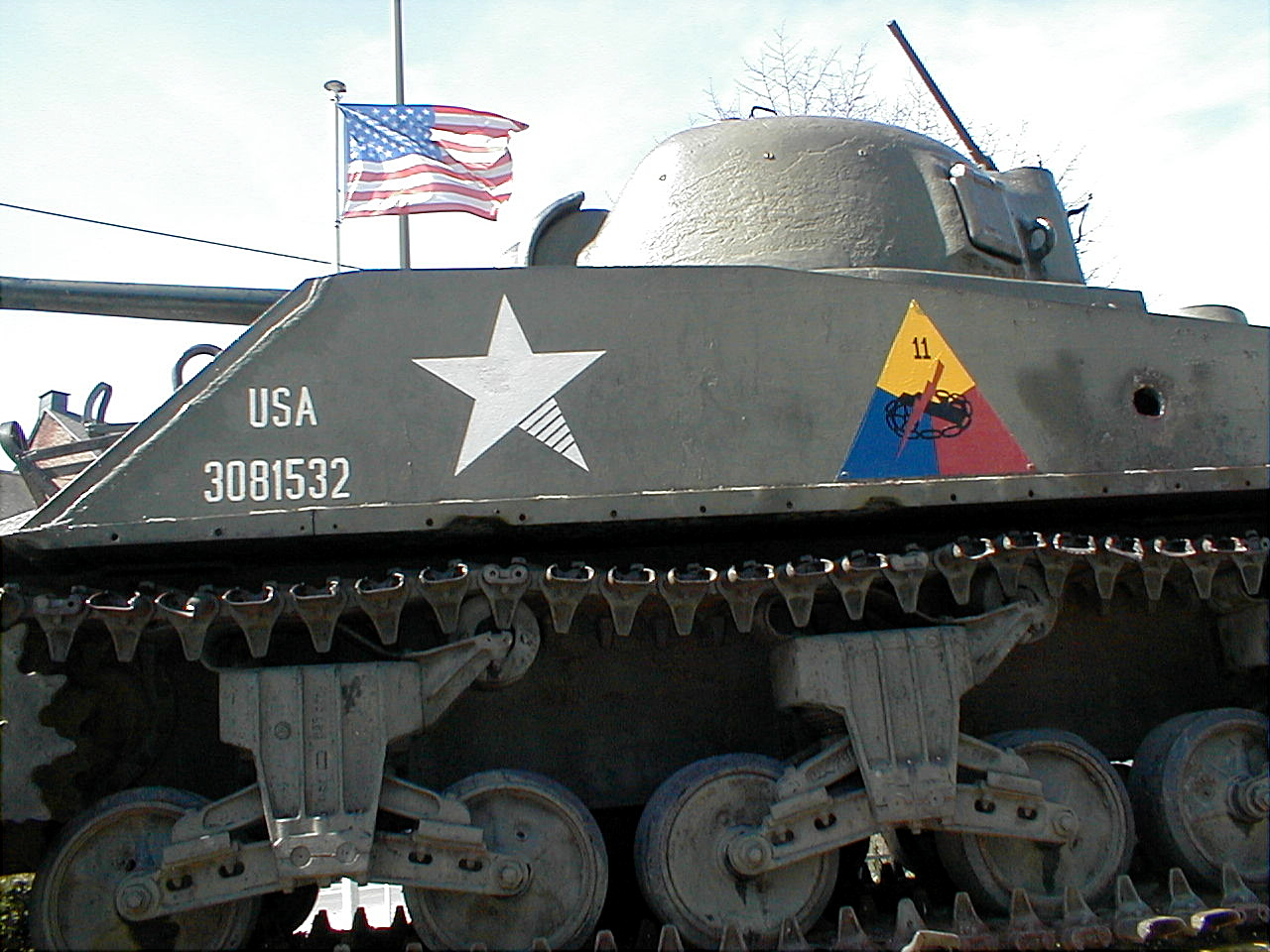
Sherman de la place McAuliffe.
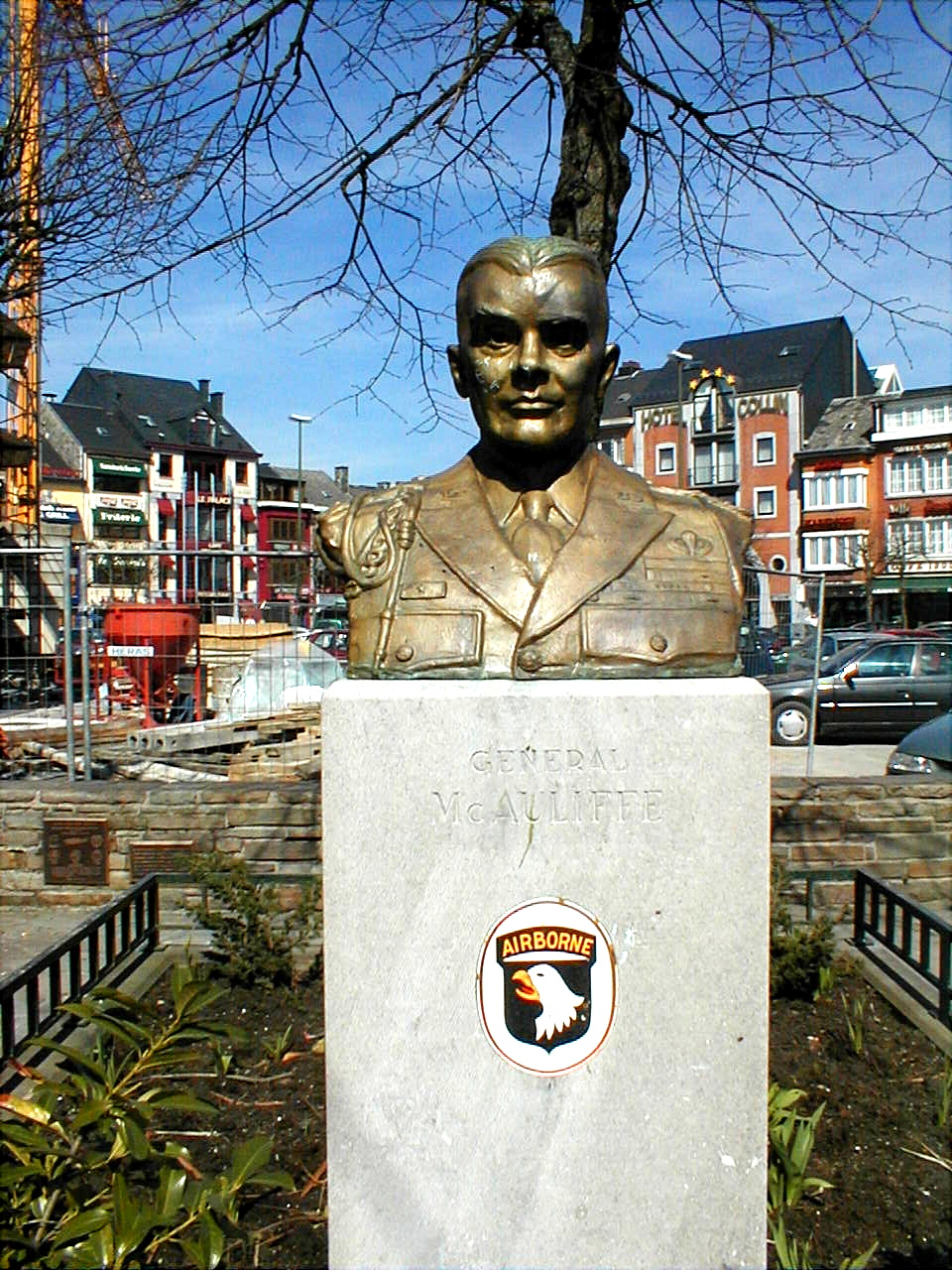
Le monument McAuliffe.
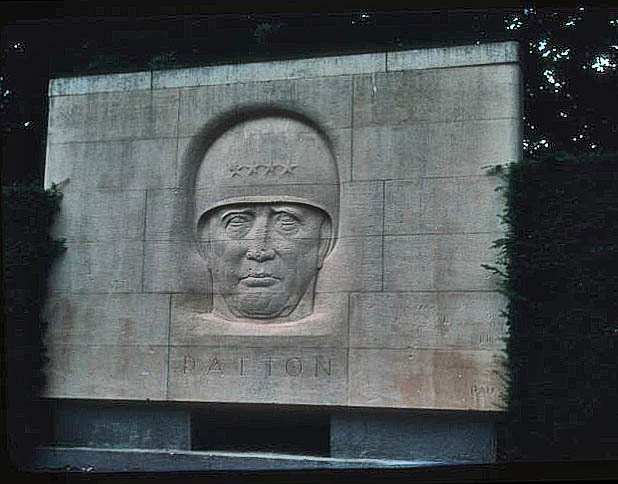
Le monument Patton.

- Il existe un Kot Bastogne à Louvain-la-Neuve.

#### Festivals
- Le Festival du rire de Bastogne a été créé en 2013 et accueille chaque année plus de 5000 spectateurs. Avec des artistes comme Jérôme de Warzée, Albert Cougnet, Pierre Theunis, Pierre Richard, Anne Roumanoff, Guillaume Bats, Bérengère Krief, François-Xavier Demaison, et bien d'autres…

### Voies de communication

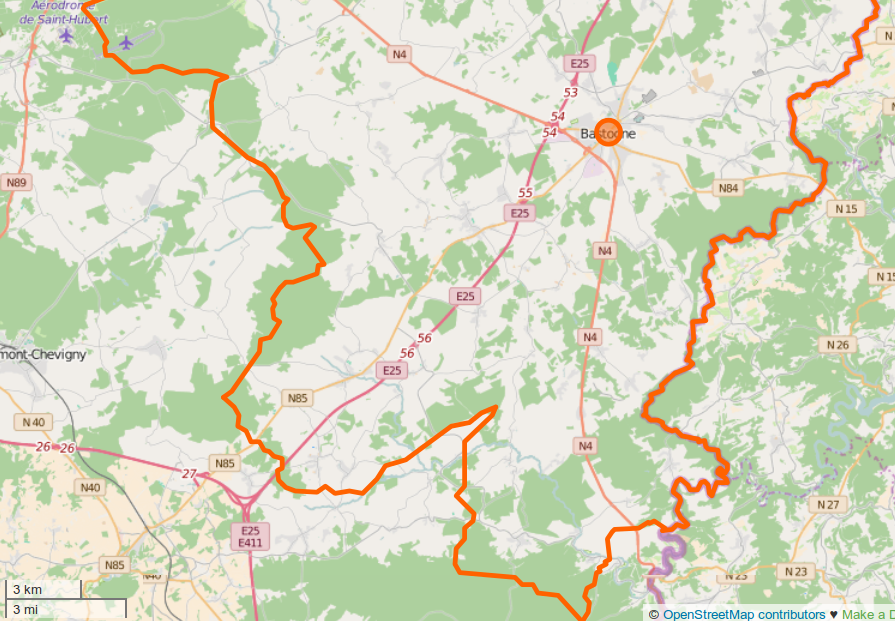

### Sports

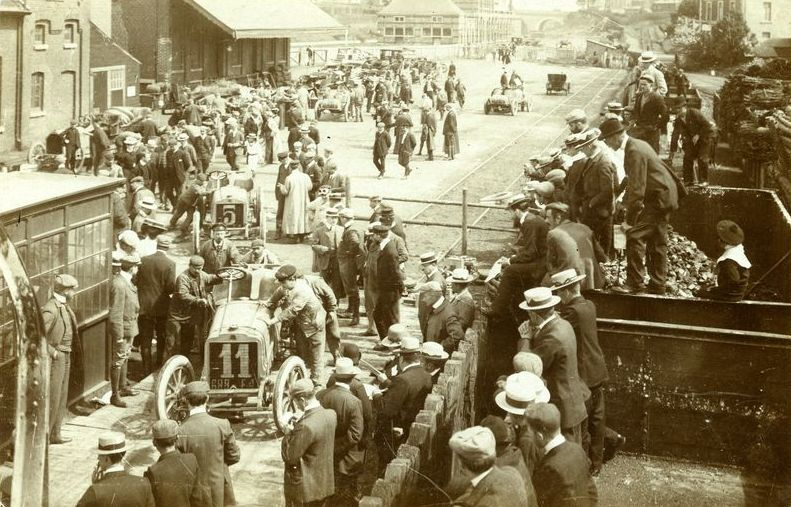
Bastogne, Circuit des Ardennes 1906. Voitures au stand.